# Ralph Bedell
Ralph Clairon Bedell, né le 4 juin 1904 à Hale et mort le 28 octobre 1991 à Columbia, est un éducateur, psychologue et diplomate américain.

## Biographie
Fils unique d'un pharmacien d'une petite ville du Missouri, il suit une formation à l'enseignement et « est le seizième étudiant à obtenir un doctorat ès pédagogie de l’université du Missouri, en 1932 ». Il enseigne la psychopédagogie à l'université du Nebraska, s'interrompant durant la Seconde Guerre mondiale pour s'engager dans la Marine américaine.
De 1952 à 1955, il travaille au département d'aide à l'éducation pour les pays étrangers au ministère fédéral américain de la Santé, de l’Éducation et de la Protection sociale. Il y a « la responsabilité de recommander des programmes d'assistance technique à l'éducation pour trente-trois pays et dépendances ». À ce poste, il voyage beaucoup en Amérique latine et dans les Caraïbes, et est notamment délégué américain à la Commission des Caraïbes (en), dans laquelle les États-Unis, la France, les Pays-Bas et le Royaume-Uni se concertent sur le développement économique et social de leurs territoires caribéens respectifs,,. 
C'est en raison de ces travaux qu'il est choisi pour devenir le secrétaire général de la Commission du Pacifique Sud, le pendant océanien de la Commission des Caraïbes ; il exerce cette fonction depuis Nouméa de 1955 à 1958. Il retourne ensuite à ses travaux au ministère américain de l'Éducation.